# James C. Morton
James C. Morton, pseudonimo di James Carmody Lankton (Helena, 25 agosto 1884 – Reseda, 24 ottobre 1942), è stato un attore statunitense.
Attivo principalmente come caratterista, egli apparve in circa 212 film tra il 1912 ed il 1942.
Prese parte in alcuni film della serie Simpatiche canaglie ed in numerosi film della celebre coppia comica Stanlio e Ollio.
Morì nel 1942 a Reseda in seguito ad un infarto all'età di 58 anni; è stato sepolto nell'Holy Cross Cemetery di Culver City.

## Filmografia parziale

### Regista
- A Daughter of Uncle Sam (1918)

### Attore
- Il compagno B (Pack Up Your Troubles), regia di George Marshall, Ray McCarey (1932) - non accreditato
- Il regalo di nozze (Me and My Pal), regia di Charley Rogers e Lloyd French (1933) - non accreditato
- Fra Diavolo (The Devil's Brother), regia di Hal Roach e Charley Rogers (1933)
- Guerra ai ladri (The Midnight Patrol), regia di Lloyd French (1933) - non accreditato
- Oro maledetto (Wild Gold), regia di George Marshall (1934) - non accreditato
- L'agente n. 13 (Operator 13), regia di Richard Boleslawski (1934) - non accreditato
- Questione d'onore (Tit for Tat), regia di Charley Rogers (1935) - non accreditato
- Gelosia (The Fixer Uppers), regia di Charley Rogers (1935) - non accreditato
- Terra senza donne (Naughty Marietta), regia di  Robert Z. Leonard e W. S. Van Dyke (1935) - non accreditato
- Il circo (O'Shaughnessy's Boy), regia di Richard Boleslawski (1935) - non accreditato
- Il giovane timido (The Timid Young Man), regia di Mack Sennett (1935) - non accreditato
- Una notte all'opera (A Night at the Opera), regia di Sam Wood e Edmund Goulding (1935) - non accreditato
- La riva dei bruti (Frisco Kid), regia di Lloyd Bacon (1935) - non accreditato
- Tempi moderni (Modern Times), regia di Charles Chaplin (1936) - non accreditato
- La ragazza di Boemia (The Bohemian Girl), regia di James W. Horne, Charley Rogers e Hal Roach (1936) - non accreditato
- Allegri gemelli (Our Relations), regia di Harry Lachman (1936) - non accreditato
- Due nella folla (Two in a Crowd), regia di Alfred E. Green (1936) - non accreditato
- La camera della morte (She's Dangerous), regia di Milton Carruth e Lewis R. Foster (1937)
- I fanciulli del West (Way Out West), regia di James W. Horne (1937) - non accreditato
- Scegliete una stella (Pick a Star), regia di Edward Sedgwick (1937) - non accreditato
- Il mercante di schiavi (Slave Ship), regia di Tay Garnett (1937) - non accreditato
- L'ultima nave da Shanghai (International Settlement), regia di Eugene Forde (1938) - non accreditato
- L'accusatore segreto (International Crime), regia di Charles Lamont (1938) - non accreditato
- La grande strada bianca (Alexander's Ragtime Band), regia di Henry King (1938) - non accreditato
- L'ultima recita (Letter of Introduction), regia di John M. Stahl (1938) - non accreditato
- Venti anni dopo (Block-Heads), regia di John G. Blystone (1938) - non accreditato
- Tragica attesa (Secrets of a Nurse), regia di Arthur Lubin (1938) - non accreditato
- Viaggio nell'impossibile (Topper Takes a Trip), regia di Norman Z. McLeod (1938) - non accreditato
- Il sergente Madden (Sergeant Madden), regia di Josef von Sternberg (1939) - scene tagliate
- La rosa di Washington (Rose of Washington Square), regia di Gregory Ratoff (1939) - non accreditato
- Vigilia d'amore (When Tomorrow Comes), regia di John M. Stahl (1939) - non accreditato
- L'ultimo ricatto (Blackmail), regia di H.C. Potter (1939) - non accreditato
- La casa delle fanciulle (The Housekeeper's Daughter), regia di Hal Roach (1939) - non accreditato
- Il canto del fiume (Swanee River), regia di Sidney Lanfield (1939) - non accreditato
- L'ora fatale (The Fatal Hour), regia di William Nigh (1940) - non accreditato
- Il coraggioso dr. Christian (The Courageous Dr. Christian), regia di Bernard Vorhaus (1940)
- C'era una volta un piccolo naviglio (Saps at Sea), regia di Gordon Douglas (1940) - non accreditato
- Il romanzo di Lillian Russell (Lillian Russell), regia di Irving Cummings (1940) - non accreditato
- La vendetta dei Dalton (When the Daltons Rode), regia di George Marshall (1940)
- Il vendicatore di Jess il bandito (The Return of Frank James), regia di Fritz Lang (1940) - non accreditato
- Preferisco il manicomio (Road Show), regia di Hal Roach (1941) - non accreditato
- La riva dei peccatori (Lady from Louisiana), regia di Bernard Vorhaus (1941)
- Il richiamo del nord (Wild Geese Calling), regia di John Brahm (1941)
- Amore per appuntamento (Appointment for Love), regia di William A. Seiter (1941) - non accreditato
- Sorvegliato speciale (Johnny Eager), regia di Mervyn LeRoy (1941) - non accreditato
- Accadde una sera (Bedtime Story), regia di Alexander Hall (1941) - non accreditato
- La mascotte dei fuorilegge (Butch Minds the Baby), regia di Albert S. Rogell (1942) - non accreditato
- Verso le coste di Tripoli (To the Shores of Tripoli), regia di H. Bruce Humberstone (1942) - non accreditato
- I dominatori (In Old California), regia di William C. McGann (1942) - non accreditato
- Il mio cuore appartiene a papà (My Heart Belongs to Daddy), regia di Robert Siodmak e Cullen Tate (1942) - non accreditato